# Burgenlandská chorvatština
Burgenlandská chorvatština (burgenlandskochorvatsky: Gradišćanskohrvatski jezik, česky: hradišťanská chorvatština, německy: Burgenlandkroatische Sprache, maďarsky: Gradišćei horvát nyelv) je jedním z jazyků, které vycházejí ze srbochorvatštiny (spolu s chorvatštinou, srbštinou, bosenštinou nebo černohorštinou), kvůli tomu je srozumitelná se všemi těmito jazyky.

## Rozšíření
Burgenlandskou chorvatštinou mluví především Chorvati žijící v rakouské spolkové zemi Burgenland (celkem asi 19 000 lidí), ovšem díky urbanizaci se nalézá větší množství mluvčích tohoto jazyka i ve větších rakouských městech jako je Vídeň nebo Štýrský Hradec. Dále je jazyk rozšířen na západě Maďarska (u hranice s Burgenlandem) a na jihozápadě Slovenska a v menší míře taky na jihu Polska a v Česku na jižní Moravě (Moravští Chorvati).

## Dialekty
Navzdory poměrně malému počtu mluvčích má burgenlandská chorvatština hodně dialektů. V Rakousku jsou to dialekty: štojský, vlahský, dolnický, poljanský a haciský a na Slovensku je to dialekt grobský, pojmenovaný podle obce Chorvátsky Grob.

## Ukázky

### Otče náš
v burgenlanskochorvatském jazyce společně se srovnáním s chorvatským a českým překladem
| burgenlandskochorvatsky | Oče naš, ki si na nebesi, sveti se ime tvoje, pridi kraljevstvo tvoje, budi volja tvoja, kako na nebu tako i na zemlji. Kruh naš svakidanji daj nam danas, i otpusti nam duge naše, kako i mi otpušćamo dužnikom našim, i ne zapeljaj nas u skušavanje, nego oslobodi nas od zla. Amen. |
| chorvatsky              | Oče naš, koji jesi na nebesima, sveti se ime tvoje, dođi kraljevstvo tvoje, budi volja tvoja, kako na nebu tako i na zemlji. Kruh naš svagdanji daj nam danas, i otpusti nam duge naše, kako i mi otpuštamo dužnicima našim, i ne uvedi nas u napast, nego izbavi nas od zla. Amen.     |
| česky                   | Otče náš, jenž jsi na nebesích, posvěť se jméno tvé, přijď království tvé, buď vůle tvá jako v nebi, tak i na zemi. Chléb náš vezdejší dejž nám dnes a odpusť nám naše viny, jako i my odpouštíme našim viníkům a neuveď nás v pokušení, ale zbav nás od zlého. Amen.                   |